# ヘルマン・フォン・ザクセン＝ヴァイマル＝アイゼナハ
ヘルマン・フォン・ザクセン＝ヴァイマル＝アイゼナハ（ドイツ語: Hermann von Sachsen-Weimar-Eisenach, 1825年8月4日 - 1901年8月31日）は、ドイツのザクセン＝ヴァイマル＝アイゼナハ家の大公子で、ヴュルテンベルク王国の将軍。

## 生涯
ザクセン＝ヴァイマル＝アイゼナハ大公カール・アウグストの末息子カール・ベルンハルトと、その妻でザクセン＝マイニンゲン公ゲオルク1世の娘イーダの間の三男として生まれた。イギリス王妃アデレードの甥にあたる。1840年にヴュルテンベルク軍に入隊し、陸軍少将となり、1859年よりヴュルテンベルク軍騎兵師団の師団長に就任した。聖アレクサンドル・ネフスキー勲章、白鷹勲章、聖シュテファン勲章、ヴュルテンベルク王冠勲章を受章した。シュトゥットガルトのヴァイマル通り（Weimarstraße）はヘルマンの家名に因んで名づけられたものである。1901年に亡くなり、シュトゥットガルトのプラーグ墓地（Pragfriedhof）に葬られた。

## 子女
1851年6月17日にフリードリヒスハーフェンにおいて、ヴュルテンベルク王ヴィルヘルム1世の娘アウグステと結婚し、間に2男4女の6人の子女をもうけた。
- パウリーネ・イーダ・マリー・オルガ・ヘンリエッテ・カタリーナ（1852年 - 1904年） - 1873年、ザクセン＝ヴァイマル＝アイゼナハ大公世子カール・アウグストと結婚
- ヴィルヘルム・カール・ベルンハルト・ヘルマン（1853年 - 1924年） - 1885年、イーゼンブルク＝ビューディンゲン＝ヴェヒタースバッハ侯女ゲルタと結婚
- ベルンハルト・ヴィルヘルム・ゲオルク・ヘルマン（1855年 - 1907年） - 1900年にマリー・ルイーゼ・ブロックミュラーと貴賤結婚、1905年に伯爵令嬢エリーザベト・フォン・デア・シューレンブルクと再婚
- アレクサンダー・ヴィルヘルム・ベルンハルト・カール・ヘルマン（1857年 - 1891年）
- エルンスト・カール・ヴィルヘルム（1859年 - 1909年）
- オルガ・マリー・イーダ・ゾフィー・パウリーネ・アウグステ（1869年 - 1924年） - 1902年、イーゼンブルク＝ビューディンゲン＝ビルシュタイン侯子レオポルト[注釈 1]と結婚